# Lemonade and Brownies
Lemonade and Brownies è il primo album in studio del gruppo musicale alternative rock statunitense Sugar Ray, pubblicato nel 1995.
Sulla copertina del disco appare l'attrice Nicole Eggert.

## Tracce
1. Snug Harbor - 0:50
2. Rhyme Stealer - 2:51
3. Iron Mic - 4:40
4. Hold Your Eyes - 3:29
5. The Greatest - 3:58
6. Big Black Woman - 1:43
7. Mean Machine - 2:41
8. Dance Party USA - 3:18
9. 10 Seconds Down - 3:39
10. Danzig Needs a Hug - 3:07
11. Drive By - 1:58
12. Caboose - 3:13
13. Scuzzboots - 3:29
14. Streaker + One Brave Cowboy - 6:49